# Ypsophilacris
Ypsophilacris is een geslacht van rechtvleugeligen uit de familie veldsprinkhanen (Acrididae). De wetenschappelijke naam van dit geslacht is voor het eerst geldig gepubliceerd in 1980 door Descamps.

## Soorten
Het geslacht Ypsophilacris  is monotypisch en omvat slechts de volgende soort:
- Ypsophilacris viduata (Descamps, 1977)